# Андерлю
Андерлю́ (фр. Anderlues, валлон. Anderluwe / Andèrlûwe, пикард. Andérluve) — коммуна в Валлонии, расположенная в провинции Эно, округ Тюэн. 

## Описание
Принадлежит Французскому языковому сообществу Бельгии. На площади 17,02 км² проживают 11 578 человек (плотность населения — 680 чел./км²), из которых 47,69 % — мужчины и 52,31 % — женщины. Средний годовой доход на душу населения в 2003 году составлял 10 382 евро. Пригород города Шарлеруа.
Почтовый код: 6150. Телефонный код: 071.

## Транспорт
- До 1974 года сюда ходил Трамвай Шарлеруа. Трамвайное депо.
- С 1976 года маршруты Легкое метро Шарлеруа. Депо метро, на базе старого трамвайного депо.